# Norske Lov
Norske Lov bezeichnet zwei norwegische Gesetzeskodifikationen des 17. Jahrhunderts.

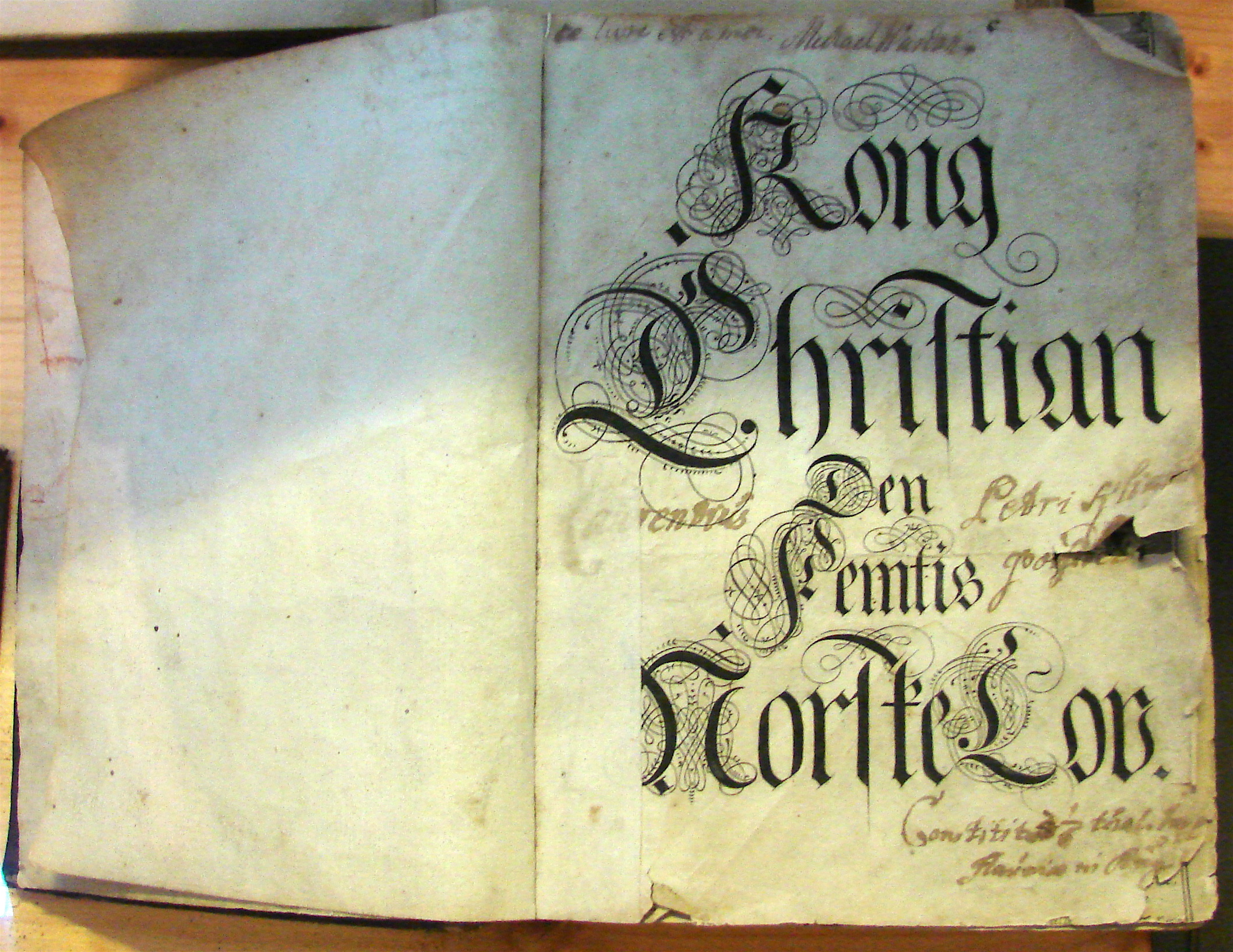
Titelblatt des Gesetzbuches König Christian V. für Norwegen

## Vorgeschichte
1274 wurde das Landslov unter der Regierung von König Magnus Lagabøte als Rechtssammlung für das Königreich Norwegen zusammengestellt. Es beruhte auf dem hochmittelalterlichen Gulathingslov (Gesetz des Gulathings), das lange Zeit weitgehend mündlich tradiert worden war und die älteste überlieferte Gesetzessammlung Norwegens darstellt.

## Norske Lovvon Christian IV. (1604)
Das Norske Lov von Christian IV. fasste überwiegend älteres Recht zusammen. Christian IV. setzte diese Rechtssammlung als König von Norwegen ab dem 4. Dezember 1604 für Norwegen in Kraft. Die Sammlung enthält im Wesentlichen das Landslov von 1274, übersetzt ins Dänische, der Amtssprache in Norwegen in der Zeit der dänisch-norwegischen Personalunion. Die Rechtssammlung war 80 Jahre lang in Norwegen geltendes Recht.

## Norske Lovvon Christian V. (1687)

### Entstehung
König Christian V. ging am Ende des Jahrhunderts einen Schritt weiter und glich auch inhaltlich das norwegische an das dänische Recht an. Die dänischen Statthalter von Norwegen, Hannibal Sehested und sein Nachfolger, Ulrik Fredrik Gyldenløve, befürworteten die Rechtsangleichung. Doch erst 1680 setzte der König eine Kommission ein, um ein neues Gesetzbuch vorzubereiten. Sie wurde 1682 durch eine zweite Kommission aus vier norwegischen Juristen ersetzt, die alle Mitglieder der ersten Kommission gewesen waren. Sie hatten den Auftrag, den Entwurf des Danske Lov – es trat 1683 in Kraft und richtete sich nach deutschen Vorbildern – daraufhin zu überprüfen, inwieweit es auch in Norwegen anwendbar sei. Wo dies nicht möglich war, sollte die Kommission sicherstellen, dass die Abweichungen dem norwegischen Rechtsbrauch entsprachen. Der von der Kommission ausgearbeitete Vorschlag wich der königlichen Verwaltung in Kopenhagen dann doch zu weit vom Danske Lov ab und sie revidierte die Vorlage in einer Reihe von Punkten in ihrem Sinn. Der abschließende Text wurde am 15. April 1687 unterzeichnet und das neue Recht trat zum Michaelistag des Folgejahres, dem 29. September 1688, in Kraft.
Im Sinne des königlichen Auftrags enthielt das Gesetz trotz der Angleichung an dänisches Recht eine ganze Reihe von Sonderbestimmungen und Zugeständnissen gegenüber norwegischen Traditionen und Wirtschaftsinteressen, die es vom dänischen Recht unterschieden. Das betraf insbesondere Grundpacht, Eigentum der Familie am Land, Erbrecht, Jagd- und Fischereirecht, Handelsrecht und militärische Angelegenheiten.
Das Gesetz professionalisierte die Rechtsprechung. In der ersten Instanz, dem Dorfgericht, das bisher fast ausschließlich von Laien besetzt war, denen als Protokollant und Berater ein rechtskundiger „Magistrat“ beistand, wurde nun dieser Magistrat in der überwiegenden Zahl der Fälle selbst der Richter.

### Inhalt
Wie bei frühneuzeitlichen Kodifikationen üblich, unterschied die Rechtssammlung noch nicht zwischen Zivilrecht, Strafrecht und Öffentlichem Recht.
Das Norske Lov von Christian V. gliedert sich in sechs „Bücher“:
Erstes Buch
Das erste Buch trägt den Titel „Über das Gericht und die Personen des Gerichts“ und behandelt das Prozessrecht. Verfassungsrechtlich stellt es fest, dass nur das Gesetz, das vom König gegeben wird Rechtsquelle ist. Der Wortlaut gelte und dürfe nicht ausgelegt werden. Auch die Anforderungen an die Richter werden hier festgelegt und der Instanzenzug. Folter bei Verhören wurde verboten.
Zweites Buch
Das zweite Buch trägt den Titel „Über Religion und Geistliche“. Es regelt das Recht und die Organisation der lutherischen Staatskirche und das Dienstrecht der Pfarrer. Auch Recht und Organisation von Schulen, Krankenhäusern und Armenpflege ist hier geregelt, alles Rechtsgebiete, die nach damaligem Verständnis dem Bereich der Kirche zugeordnet waren. Auch finden sich hier Bestimmungen zur Vorzensur.
Aus dem Zweiten Buch, 1. Kapitel, gilt heute noch die Bestimmung, dass die Religion des Landes im Einklang mit der Bibel, dem Augsburger Bekenntnis und Luthers Kleinem Katechismus zu stehen hat.
Drittes Buch
Das dritte Buch, „Om Verdslig- og Huus-Stand“, ist in mehrere Teile gegliedert. Im ersten Teil geht es vor allem um die Kommunalverwaltung der Städte: Bürgermeister, Ratsherren, Beamte, Berechnung der Steuern, Handwerker und Zünfte, sowie Vorschriften über Märkte, Maße und Gewichte. Es folgen Regeln über Landwirte und Pächter. Darüber hinaus enthält das dritte Buch auch das Familienrecht, Bestimmungen zu Ehe, Kindern, Vormundschaft und Hausbediensteten. Das dritte Buch endet mit strengen Regeln gegenüber Juden, was sich in Norwegen bis in die Verfassung von 1814 tradierte.
Viertes Buch
Das vierte Buch befasst sich mit dem Seerecht, einschließlich dem Arbeitsrecht der Seeleute.
Fünftes Buch
Im fünften Buch „About Adkomst, Gods og Gield“ finden sich zunächst Regeln zum Erbrecht und weiter über Gläubiger und Schuldner. Hier steht auch die bekannte Bestimmung, dass Vereinbarungen eingehalten werden müssen – eine der wenigen Bestimmungen des Norske lov, die heute im norwegischen Recht noch direkt gelten. Weiter ist hier das Hypothekenrecht geregelt.
Sechstes Buch

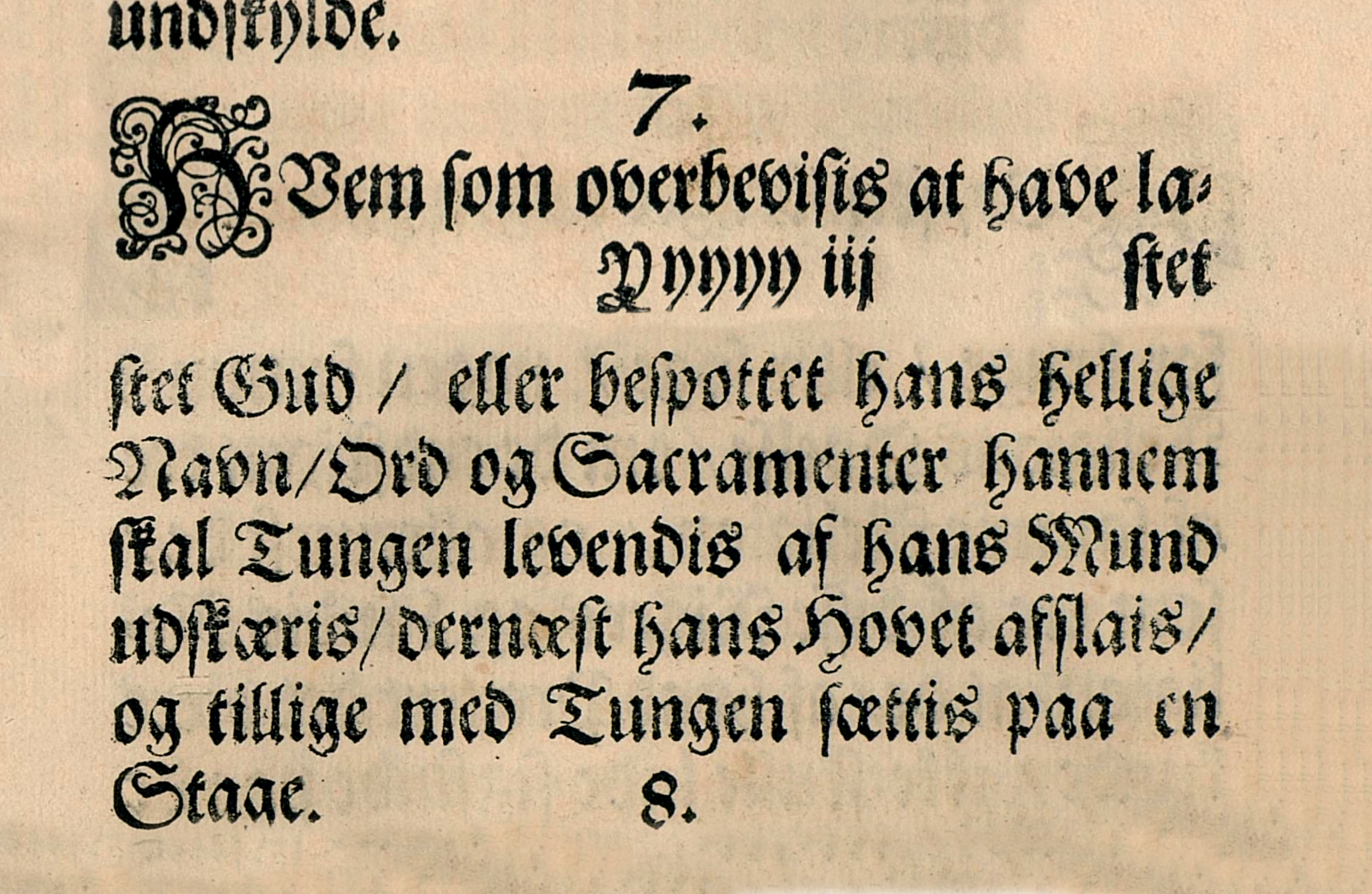
Strafrechtliche Bestimmungen im Gesetzbuch König Christian V. für Norwegen gegen Blasphemie

Das sechste Buch, „Om Misgierninger“, behandelt das Strafrecht. Zu den schweren Straftaten zählten unter anderem Gotteslästerung und Zauberei. Mord wurde mit Tod oder Verbannung bestraft. Außerdem gab es hohe Strafen für Majestätsbeleidigung und Körperverletzung und hohe Geldstrafe für Raub und Diebstahl.

### Weitere Entwicklung
Die Strafmündigkeit lag bei zehn Jahren. Ein ergänzendes Gesetz vom 25. Oktober 1815 schaffte die Todesstrafe in vielen Fällen ab. Im Übrigen galten die strafrechtlichen Bestimmungen weitgehend, bis Norwegen sich zum 1. Januar 1843 ein modernes Strafgesetzbuch gab. Da auf Verbrechen, die vor diesem Datum begangen wurden, weiterhin das Norske Lov von Christian V. anzuwenden war, erging das letzte Todesurteil nach diesem Gesetz noch 1862, als ein Raubmord angeklagt war, der 1827 begangen worden war.
Die zivilrechtlichen Bestimmungen wurden im Laufe der Zeit durch neues Recht ersetzt. Heute bestehen nur noch wenige Bestimmungen des Norske Lov von Christian V. als geltendes Recht. Diese sind in der Gesetzessammlung Norwegens (Norges lover) enthalten.

### Texte
- Norske Lov von König Christian IV. (1604).
- Norske Lov von König Christian V. (1687).

### Sekundärliteratur
- Sverre Bagge, Knut Mykland: Norge i dansketiden: 1380-1814. Cappelen Damm, Oslo 1992. ISBN 82-02-12369-0
- Norges lover 1627–2020. Fagbokforlaget, Oslo 2021. ISBN 978-82-450-3551-3
- Jon Gisle: Norske Lov. In: Store Norske Leksikon; abgerufen am 29. Juli 2023.
- Torgrim Sørnes: Ondskap – de henrettede i Norge 1815–1876. Schibsted, Oslo 2009. ISBN 978-82-516-2720-7
- Ditlev Tamm (Hg.): Danske og Norske Lov i 300 år. Jurist- og Økonomforbundets Forlag, o. O. 1983. ISBN 87-574-3290-2